# 平翰
平翰（？—？），字越峰，晚号退翁，浙江山阴（浙江绍兴）人，原籍顺天大兴，是一名清朝政治人物。
平翰考中舉人後進入国子监学习，后在贵州的台拱厅（今台江县）、松桃厅（今松桃县）任職。平翰曾于1829年接替王文炳任上海县知县一职，1830年由沈炳垣接任。道光十四年（公元1834年）出任绥阳知县，十六年（公元1836年）十一月至十九年（公元1839年）三月，出任遵义知府。道光二十四年（公元1844年）辞官回家。咸丰初年出任江苏同知。